# ستيف باكشال
ستيفان جايمس باكشال (بالإنجليزية: Steve Backshall)‏ هو بريطاني عالم طبيعة، كاتب ومذيع. وصار معروفًا ببرامجه الوثائقية كالفتاكون 60 والفتاكون °360.محب للحيوانات، يسافر في كل انحاء العالم ليضم الحيوانات الفتاكة إلى قائمة الفتاكون 60.

## البرامج
صار ستيف باكشال معروف ببرامجه المدهشة والفتاكة، والأشهر هي:
- الفتاكون 60
- الفتاكون °360

## صور

ستيف في برنامج الفتاكون °360

## روابط خارجية
- ستيف باكشال على موقع IMDb (الإنجليزية)
- ستيف باكشال على موقع قاعدة بيانات الفيلم (الإنجليزية)